# Metallochlora melanopis
Metallochlora melanopis là một loài bướm đêm trong họ Geometridae.